# Gregory John Hartmayer
Gregory John Hartmayer, OFM Conv. (Buffalo, 21 de novembro de 1951) é um padre e prelado americano da Igreja Católica. Franciscano conventual, foi bispo da diocese de Savannah de 2011 a 2020. Em 5 de março de 2020, o Papa Francisco o nomeou arcebispo de Atlanta, enviando-o de volta à arquidiocese onde trabalhou de 1995 a 2011.

## Biografia

### Início da vida
Gregory John Hartmayer nasceu em Buffalo, Nova York, um dos quatro filhos de John e Sally Hartmayer. Ele foi criado na vizinha Tonawanda, onde recebeu sua educação inicial na Escola St. Amelia. Ele se formou na Cardeal O'Hara High School em 1969.

### A vida religiosa
Depois de terminar o colegial, Hartmayer ingressou na Ordem dos Frades Menores, no mosteiro de São José Cupertino, em Ellicott City, Maryland. Ele fez seus votos simples como frade franciscano conventual em 15 de agosto de 1970, antes de fazer sua profissão solene em 15 de agosto de 1973. Também estudou no St. Hyacinth College and Seminary em Granby, Massachusetts, onde obteve um diploma de bacharel em filosofia em 1974. De 1974 a 1975, ensinou na Arcebispo Curley High School em Baltimore. Então retornou a Nova York para estudar teologia no St. Anthony-on-Hudson Seminary, em Rensselaer, recebendo um mestrado em teologia em 1979.

### Ordenação e ministério
Hartmayer foi ordenado ao sacerdócio pelo bispo Howard J. Hubbard em 5 de maio de 1979. Depois, ele retornou à escola arcebispo Curley, onde serviu como conselheiro e professor (1979-1985) e diretor (1985-1988). Em 1980, obteve um mestrado em aconselhamento pastoral pelo Emmanuel College, em Boston. Ele atuou como diretor de sua alma mater da High School Cardinal O'Hara em Tonawanda de 1988 a 1989, quando se tornou diretor de St. Francis High School em Athol Springs. Recebeu um diploma de Mestrado em Educação na Administração da Escola Católica Secundária do Boston College em 1992.
Após um período sabático de três meses no Seminário St. Patrick, em Menlo Park, Califórnia, Hartmayer serviu brevemente como instrutor na John Carroll Catholic High School, em Fort Pierce, Flórida, em 1995. Em agosto daquele ano, ele foi nomeado pastor da Igreja de St. Philip Benizi em Jonesboro, Geórgia. Ele se tornou pastor da Igreja St. John Vianney em Lithia Springs, em julho de 2010.

### Bispo de Savannah
Em 19 de julho de 2011, o Papa Bento XVI aceitou a renúncia do Bispo J. Kevin Boland, da Diocese de Savannah, e nomeou Hartmayer como seu sucessor. Sua consagração ocorreu em 18 de outubro de 2011, na Catedral de São João Batista, em Savannah, na Geórgia.

### Arcebispo de Atlanta
O Papa Francisco o nomeou arcebispo de Atlanta em 5 de março de 2020. Ele foi instalado em 6 de maio de 2020.